# Киселёв, Владислав Андреевич
Владисла́в Андре́евич Киселёв (род. 27 февраля 1997 года) - российский ориентировщик на лыжах, чемпион мира.

## Карьера
Владислав родился в Перми в семье ориентировщиков Надежды Алтуховой и Андрея Киселёва. С 2003 года тренируется у отца. 
Победитель первенства Европы по спортивному ориентированию на лыжах среди юношей 2012 года.
26 декабря 2012 года получил звание мастера спорта. 
Абсолютный победитель первенства Европы по спортивному ориентированию на лыжах среди юношей 2013 года в Латвии в гонке на 5,4км (15 КП), в спринте. Стал серебряным призером Европы среди юниоров в составе эстафетной команды.
Победитель первенства мира по спортивному ориентированию на велосипедах среди юниоров 2014 года в Польше в эстафете, серебряный призер, бронзовый призер.
После окончания школы продолжил обучение на факультете физической культуры Пермском педагогическом университете. 
Победитель первенства мира по спортивному ориентированию на лыжах среди юниоров 2016 года в Терополе (Австрия), завоевал 3 золотые и 1 серебряную медали. 
Абсолютный победитель первенства мира по спортивному ориентированию на лыжах среди юниоров 2017 года в Иматре (Финляндия), завоевал все 4 золотые медали.
Завоевал три медали на Универсиаде в Красноярске.
В 2020 году завоевал три медали чемпионата Европы.